# 大台南公車黃9線
大台南公車黃9線由新營客運營運，為黃支線16條路線之一。起站由新營站出發，經由安溪寮後，再經由後壁火車站、南靖火車站，終點行駛至高鐵嘉義站，於2013年9月24日正式通車。經民代爭取後，每週二至週日部分班次延伸至故宮南院，大大提升北台南地區觀光便捷性。

## 歷史
- 2012年9月24日：公路總局開通7423公路客運路線（新營－高鐵嘉義站），以臨時路線試營運一年。
- 2013年9月24日：公路總局同意此條路線經營權移撥給臺南市政府，市府納入黃9支線繼續營運，首月免費搭乘。[4]
- 2014年7月9日：新增「下茄苳」招呼站。
- 2014年12月16日：新增「東興、長榮路口」招呼站。
- 2015年3月16日：新增「土庫里」招呼站。
- 2015年9月1日：新增「卯舍」、「良食故事館」招呼站。
- 2015年11月1日：新增「新東國中」招呼站。
- 2016年11月4日：每週二至週日8:00~17:00新營站發車班次延駛至「故宮南院」。[5][6]
- 2017年3月24日：新增「後寮村」招呼站。
- 2017年5月1日：新增「春珠里」招呼站。
- 2018年3月12日：新增「東仁、長榮路口」招呼站。
- 2018年9月7日：新增「勝泰工業」招呼站。
- 2018年9月28日：新增「新營國小」、「新營文化中心」招呼站。
- 2020年10月1日：原每週一至週五6:30~18:30繞駛「臺南市政府民治中心」站，時間調整為每週一至週五5:50~18:30。
- 2022年9月30日：新增「高鐵國寶」招呼站。
- 2023年3月18日：原「勝泰工業」站更名為「雅聞湖濱療癒森林」。
- 2024年8月10日：原「故宮南院」站調整至「故宮南院（本館）」停靠。

## 路線基本資料
- 全程行車里數：27.6公里。（含延駛路線32.4公里）
- 全程行車時間：約45分。（含延駛路線約55分）
- 行經行政區域：臺南市新營區、後壁區，嘉義縣水上鄉、鹿草鄉、太保市。
- 主要行駛道路：市道172號、台1線、台82線、縣道167號、台37線。

### 停站
參見右側站牌路線圖。

### 收費
依里程計費，刷卡前8公里免費，轉乘再優惠9元。

### 配車
- 2023年 6輛鴻華Model T電動低地板公車：EAL-0713~EAL-0719

### 過往配車
- 2011年 3輛HINO RK8JRSA遊覽車：745-FS、746-FS、748-FS
- 2012年 4輛HINO RK8JRSA遊覽車：783-FS、785-FS、822-FS、823-FS
- 2013年 1輛TOYOTA COASTER中巴：501-U9
- 2014年 4輛TOYOTA COASTER中巴：522-U9、523-U9、525-U9、527-U9
- 2015年 4輛DAEWOO低地板公車：621-U9～623-U9、628-U9
- 2016年 3輛DAEWOO低地板公車：683-U9、685-U9、686-U9
- 2019年 3輛MASTER低地板公車：KKA-7689～KKA-7691

## 外部連結
- 大台南公車黃9線路線圖&時刻表 （页面存档备份，存于）
- 大台南公車 （页面存档备份，存于）
- 新營客運 （页面存档备份，存于）